# Ned Rorem
Ned Rorem, né le 23 octobre 1923 à Richmond (Indiana) et mort le 18 novembre 2022 à New York, est un compositeur et diariste américain.
Il est lauréat du prix Pulitzer en 1976 et fut nommé compositeur de l'année 1998 par Musical America.

## Biographie
Ned Rorem est le deuxième enfant de Clarence Rufus Rorem (1894-1988) et de son épouse, Gladys W. Miller, née en Illinois. Ils se sont rencontrés et mariés dans le Dakota du Sud en 1920 où Rufus Rorem travaillait pour Goodyear Tire & Rubber. Ned Rorem a une sœur ainée Rosemary.
Son grand-père paternel, Ole John Rorem, était un immigrant norvégien. Sa grand-mère paternelle, Sinnie Thompson, est née en Iowa
Le père de Rorem était économiste médical et travaillait pour le Committee on the Costs of Medical Care à Washington. La famille déménage à Chicago où, en 1942, le père travaille pour l'American Hospital Association.
Ned Rorem manifeste un intérêt et un talent précoce pour la musique. Il a fait ses premières études à l'University of Chicago Laboratory Schools et à l'American Conservatory of Music. Il étudie à l'université Northwestern avant de fréquenter l'Institut Curtis à Philadelphie et la Juilliard School à New York. Rorem est élevé dans le mouvement religieux des Quakers. Une de ses œuvres, A Quaker reader, s'y réfère d'ailleurs,.
En 1966, il publie The Paris Diary of Ned Rorem (Le Journal parisien de Ned Rorem) qui, avec ses journaux intimes ultérieurs, lui a valu une certaine notoriété. Il parle ouvertement de sa sexualité et de celle d'autres hommes, décrivant ses relations avec Leonard Bernstein, Noël Coward, Samuel Barber et Virgil Thomson, ainsi que d'autres personnes qu'il a rencontrées. Ned Rorem a également eu une brève liaison avec l'écrivain John Cheever.
Ned Rorem a aussi beaucoup écrit sur la musique. Ces essais sont rassemblés dans les anthologies Setting the Tone, Music from the Inside Out et Music and People. 
Parmi ses élèves notables, on compte Jonathan Bailey Holland, Daron Hagen et David Horne.

## Œuvres
- De nombreuses mélodies
- Trois symphonies
- Quatre concertos pour piano
- Concertos pour violon, pour violoncelle, pour orgue, pour cor anglais...
- Double Concerto pour violon et violoncelle, After Reading Shakespeare

### Opéras
Les opéras de Ned Rorem sont des petites pièces souvent en un seul acte, voire en très courtes pièces. 
- A Childhood Miracle, 1951, opéra en un acte.
- The Robbers, (1956), opéra en un acte.
- Miss Julie (1965), opéra en deux actes, puis en un seul dans la seconde version de 1978.
- Hearing (1966–76), operé en 5 actes.
- Bertha (1968), opéra en un acte.
- Three Sisters Who Are Not Sisters(1968), livret de Gertrude Stein
- Fables (1971), cinq opéras très courts d'après les fables de Jean de la Fontaine:
  - The Animals Sick of the Plague
  - The Bird Wounded by an Arrow
  - The Fox and the Grapes
  - The Lion in Love
  - The Sun and the Frogs.
- Our Town (2005), livret adapté de la pièce de Thornton Wilder

### Symphonies
- Symphonie no 1 (1950)

Cette symphonie est composée de quatre mouvements assez brefs : I. Maestoso II. Andantino III. Largo IV : Allegro. Elle est écrite pour orchestre complet. Rorem a écrit sur ce travail :
"Il y a autant de définitions de symphonie qu'il y a de symphonies. À l'époque de Haydn, il s'agissait généralement d'une pièce orchestrale en quatre mouvements, dont le premier se présentait sous forme de sonate. Mais avec Bach, et plus tard avec Beethoven à travers Stravinsky, la Symphonie signifie tout ce que le compositeur décide".
- Symphonie no 2 (1956)

La Deuxième Symphonie est composée de trois mouvements de proportions inégales ; les deuxième et troisième mouvements combinés ayant une longueur inférieure à la moitié de celle de la première ; I. Moderato II. Tranquillo III. Allegro. La Deuxième Symphonie est probablement la moins jouée par le compositeur. Composée en 1956, elle n'a été jouée qu'une poignée de fois et est restée en sommeil depuis 1959 jusqu'à ce que, comme le dit le compositeur, "José Serebrier la ressuscita" 43 ans plus tard.
- Symphonie no 3 (1958)

La Troisième Symphonie est composée de 5 mouvements : I. Passacaille II. Allegro molto vivace III. Largo IV. Andante V. Allegro molto. C'est peut-être la plus connue des symphonies numérotées de Rorem, ayant été créée par Leonard Bernstein et le New York Philharmonic au Carnegie Hall en avril 1959. Trois enregistrements ont été publiés au fil des ans, mais aucun n'est resté très longtemps au catalogue, à l'exception du plus récent enregistrement de Naxos. Parmi les chefs d'orchestre remarquables dans cette œuvre, mentionnons : Maurice Abravanel, Leonard Bernstein, André Previn et José Serebrier.
Pour l'enregistrement de Naxos, le compositeur a noté :
"Des cinq mouvements, le deuxième mouvement a été écrit en premier, le premier mouvement a été écrit ensuite, puis le quatrième mouvement, puis le troisième mouvement ; et le dernier - le cinquième - mouvement a en effet été écrit "enfin". Le premier mouvement  est une passacaille en do, une ouverture lente dans le style traditionnel. II a été écrit à l'origine pour deux pianos huit ans avant le reste, et incorporé comme deuxième mouvement de la symphonie. C'est une danse vive et jazzy. Le troisième mouvement est une page courte et passionnante sur le somnambulisme, pleine de contrastes dynamiques et venant de loin. Le quatrième mouvement  est un adieu à la France. Le cinquième mouvement  est un rondo long et rapide - presque un concerto pour orchestre à lui tout seul."

### Œuvres orchestrales
- Piano Concerto No. 1 (1948), pour piano et orchestre
- From an Unknown Past (1950), pour voix et orchestre
- Piano Concerto No. 2' (1951), pour piano et orchestre
- Design (1953)
- Poèmes pour la paix (1953/56), pour voix et orchestre à cordes
- Sinfonia (1957), pour orchestre et percussions
- Eagles (1958)
- Pilgrims (1958), pour orchestre à cordes
- Ideas (1961), pour orchestre de chambre
- Lions (A Dream) (1963), pour orchestre et quartet de jazz
- Sun (1966), pour voix et orchestre
- Water Music (1966), pour orchestre
- Piano Concerto No. 3 (1969), pour piano et orchestre
- Air Music (1974)
- Assembly and Fall (1975), pour orchestre
- A Quaker Reader (1976/88), pour orchestre de chambre
- Sunday Morning (1977)
- Remembering Tommy (1979), pour piano, violoncelle et orchestre
- After Long Silence (1982), pour voix, aubois et cordes
- Concerto pour violon (1984), pour violon et orchestre
- Organ Concerto (1985), pour orgue et orchestre de chambre
- String Symphony (1985), pour orchestre à cordes
- Frolic (1986)
- The Schuyler Songs (1987), pour soprano et orchestre
- Fantasy and Polka (1989)
- Swords and Plowshares (1990), pour orchestre et quatre chanteurs
- Concerto pour piano n° 4 (1991), pour piano et orchestre
- Concerto pour cors anglais (1991–92), pour cor anglais et orchestre
- Triptych (1992), pour orchestre de chambre
- More Than A Day (1995), pour soprano, contre tenor et orchestre de chambre
- Waiting (1996)
- Double Concerto (1998), pour violon, violoncelle et orchestre
- Concerto pour violoncelle (2002), pour violoncelle et orchestre
- Concerto pour flute (2002), pour flute et orchestre
- Mallet Concerto (2003), pour orchestre et percussions
- Eleven Songs for Susan (2007), pour orchestre de chambre
- Songs Old and New (2008), pour soprano et orchestre

### Œuvres vocales
- Two Poems of Edith Sitwell (1948)
- Requiem (1948)
- From an Unknown Past (1950)
- Cycle of Holy Songs (1951)
- Flight for Heaven (1952)
- Four Dialogues (1953–54)
- Three Poems for Demetrios Capetanakis (1954)
- Poèmes pour la paix (1953/56)
- Five Poems of Walt Whitman (1957)
- Two Poems of Theodore Roethke (1959)
- King Midas (1961), cantate
- Four Poems of Tennyson (1963)
- Poems of Love and the Rain (1963)
- Sun (1966)
- Some Trees (1968
- War Scenes (1969)
- Gloria (1970)
- Ariel (1971)
- Last Poems of Wallace Stevens (1971–72)
- Serenade on Five English Poems (1975)
- Women's Voices (1975–76)
- Santa Fe Songs (1980)
- After Long Silence (1982)
- Three Calamus Poems (1982)
- The Schuyler Songs (1987)
- The Auden Poems (1989)
- Swords and Plowshares (1990)
- My Sad Captains (1995)
- Evidence of Things Not Seen (1997)
- Another Sleep (2000)
- Two Sermons (2001)
- Aftermath (2001–02)
- Sound the Flute (2004)
- Eleven Songs for Susan (2007)
- Three Poems of Edna St. Vincent Millay (2007)
- Songs Old and New (2008)
- Four Sonnets of Shakespeare (2008)
- Sonnet 144 (Two Loves I Have) (2010)

### Chansons (sélections)
- Alleluia (1946)
- Spring and Fall (1946)
- Spring (1947)
- Stopping by Woods on a Snowy Evening (1947)
- The Lordly Hudson (1947)
- Echo's Song (1948)
- Little Elegy (1949)
- Rain in Spring (1949)
- The Silver Swan (1949)
- The Sleeping Palace (1949)
- What If Some Little Pain (1949)
- Julia's Clothes (1950)
- Lullaby of the Woman of the Mountain (1950)
- To the Willow Tree (1950)
- Love in a Life (1951)
- O Do Not Love Too Long (1951)
- The Call (1951)
- The Nightingale (1951)
- To a Young Girl (1951)
- A Christmas Carol (1952)
- Clouds (1953)
- Cradle Song (1953)
- For Susan (1953)
- In a Gondola (1953)
- Love (1953)
- Ode (1953)
- Pippa's Song (1953)
- Sally's Smile (1953)
- Song for a Girl (1953)
- The Tulip Tree (1953)
- The Midnight Sun (1953)
- Early in the Morning (1954)
- Youth, Day, Old Age and Night (1954)
- I Am Rose (1955)
- I Will Always Love You (1955)
- See How They Love Me (1956)
- What Sparks and Wiry Cries (1956)
- Conversation (1957)
- Gliding O'er All (1957)
- Gods (1957)
- Look Down, Fair Moon (1957)
- O You to Whom I Often and Silently Come (1957)
- Reconciliation (1957)
- Sometimes With One I Love (1957)
- Such Beauty as Hurts to Behold (1957)
- To You (1957)
- Visits to St. Elizabeth's (1957)
- I Strolled Across an Open Field (1959)
- Memory (1959)
- My Papa's Waltz (1959)
- night Crow (1959)
- Orchids (1959)
- Root Cellar (1959)
- Snake (1959)
- The Waking (1959)
- Do I love you more than a day? (1962)
- Ask Me No More (1963)
- Far-Far-Away (1963)
- For Poulenc (1963)
- Now Sleeps the Crimson Petal (1963)
- The Sleeping Palace (1963)
- That Shadow, My Likeness (1963)
- To You (1970)
- Trickle Drops (1970)
- The Serpent (1972)
- We Never Said Farewell (1975–76)
- A Journey (1976)
- Ferry me across the water (1978)
- From When Cometh Song? (1978)
- The Dance (1978)
- Nantucket (1978–79)
- Go, Lovely Rose (1979)
- The Dancer (1979)
- Up-Hill (1979)
- Back to Life (1980)
- Sonnet (1980)
- The Sowers (1980)
- The Wintry Mind (1980)
- Let's Take a Walk (1981)
- Anna la Bonne (1989)
- Are You the New Person? (1989)
- Full of Life Now (1989)
- I Will Always Love You (1990)
- A Dream of Nightingales (1992)
- Their Lonely Betters (1992)
- Somewhere... (1994)
- Three Women (1994)
- Remembrance of Things Past (1998)
- Chromatic Fantasy (2001)
- He Will Not Hear (2001)
- I Never Knew (2001)
- The End (2003)
- While Sodom Was Occupied (2004)
- The Stars Have Not Dealt (2007)
- A Poison Tree (2007)
- Death and the Young Man (2007)
- Wild Nights (2007)

## Projets récents (années 2000)
Dans une interview accordée en octobre 2008 au site South Florida Classical Review, Rorem a fait référence à un nouveau concerto pour saxophone pour Branford Marsalis. En 2010, il a été chargé d'écrire une pièce pour clarinette, violoncelle et piano pour le clarinettiste Thomas Piercy.  Il a composé Four Sonnets of Shakespeare pour le ténor Andrew Kennedy, créé au Wigmore Hall de Londres le 27 septembre 2009. Il a également composé un cycle de chansons, Songs Old and New, en 2008 pour la soprano Mary Wilson et créé par Wilson et l'IRIS Chamber Orchestra avec Michael Stern en novembre 2009.

## Enregistrements
Les œuvres de Rorem ont été largement enregistrées. La liste donnée ci dessous est très limitée (Pour plus d'informations, veuillez consulter le site officiel de Rorem dans les liens externes).
- Chansons de Ned Rorem Susan Graham (mezzo) Malcolm Martineau (piano) Rorem met en scène des poèmes de Paul Goodman, Theodore Roethke, Witter Bynner, Tennyson, Walt Whitman et autres. Erato 80222
- Trois Symphonies José Serebrier, Orchestre Symphonique de Bournemouth. Naxos Records 8.559149
- Gotham Ensemble Plays Ned Rorem Thomas Piercy, clarinette, Rolf Shulte, violon, Judith Olson, piano, Angelina Réaux, soprano, Humbert Lucarelli, hautbois, Delores Stevens, piano. Albany Records.
- Day Music, Jaime Laredo (violon), Ruth Laredo (piano) ; Night Music : Earl Carlyss (violon), Ann Schein (piano). CD, Phoenix USA PHCD123, 1991.

## Ouvrages
- Ned Rorem, Journal parisien, 1951-1955, traduit de l'anglais par Renaud Machart et Ana de Carvalho, Paris, Éditions du Rocher, 2003.

## Récompenses
- 1951 - Programme Fulbright
- 1957 - Bourse Guggenheim
- 1968 - Prix de l'Académie américaine des arts et des lettres
- 1976 - Prix Pulitzer de musique pour la suite Air Music: Ten Etudes of Orchestra[3],[15],
- 1998 - Musical America Composer of the Year
- 2003 - Prix American Society of Composers, Authors and Publishers pour l'ensemble de son œuvre (Lifetime Achievement Award)

## Décorations
- Chevalier de la Légion d'honneur (2003)
- Chevalier de l'ordre des Arts et des Lettres (2004)